# Stephen J. Blank
Stephen Jerome Blank (* 1950) ist ein US-amerikanischer Politikwissenschaftler und Osteuropaexperte mit dem Schwerpunkt Russland bzw. die ehemalige Sowjetunion.

## Leben
Blank machte seinen Bachelorabschluss in Geschichte an der University of Pennsylvania. Im Anschluss folgte sein Master of Arts (M.A.) und Ph.D. in russischer Geschichte an der University of Chicago. Blank wirkt als Autor, Fernsehkommentator, Hochschullehrer sowie Berater für die US-Regierung als auch der freien Wirtschaft.
Von 1979 bis 1980 lehrte Blank als Visiting Assistant Professor Russische Geschichte an der University of California, Riverside. Seit dem Jahr 1980 bis 1986 war er Associate Professor für Studien der Sowjetunion am Center for Aerospace Doctrine, Research, and Education der Air University at Maxwell Air Force Base (AFB), Alabama. Zudem war er als Assistant Professor for Soviet Studies an der University of Texas, San Antonio beschäftigt. Ab 1989 bis 2013 wirkte Blank als Professor of Russian National Security Studies und Professor of National Security Affairs am Strategic Studies Institute (SSI) vom U.S. Army War College (USAWC) in Carlisle. Von 1998 bis 2001 lehrte er zudem als Douglas MacArthur Professor of Research an der USAWC.

## Werke
Eine unvollständige Auswahl seiner Werke, u. a.:
- Towards a New Russia Policy, 2008.
- Russo-Chinese Energy Relations: Politics in Command, 2006.
- Natural Allies? Regional Security in Asia and Prospects for Indo-American Strategic Cooperation, 2005.
- Threats to Russian Security: The View From Moscow, 2000.
- Why Russian policy is failing in Asia, 1997.
- The dynamics of Russian weapon sales to China, 1997.
- The New Russia in the New Asia, 1994.